# Угринів (Тернопільський район)
Угри́нів — село в Україні що входить до Підгаєцької міської громади Тернопільського району Тернопільської області. Розташоване на півдні району.

Населення — 823 особи (2007).

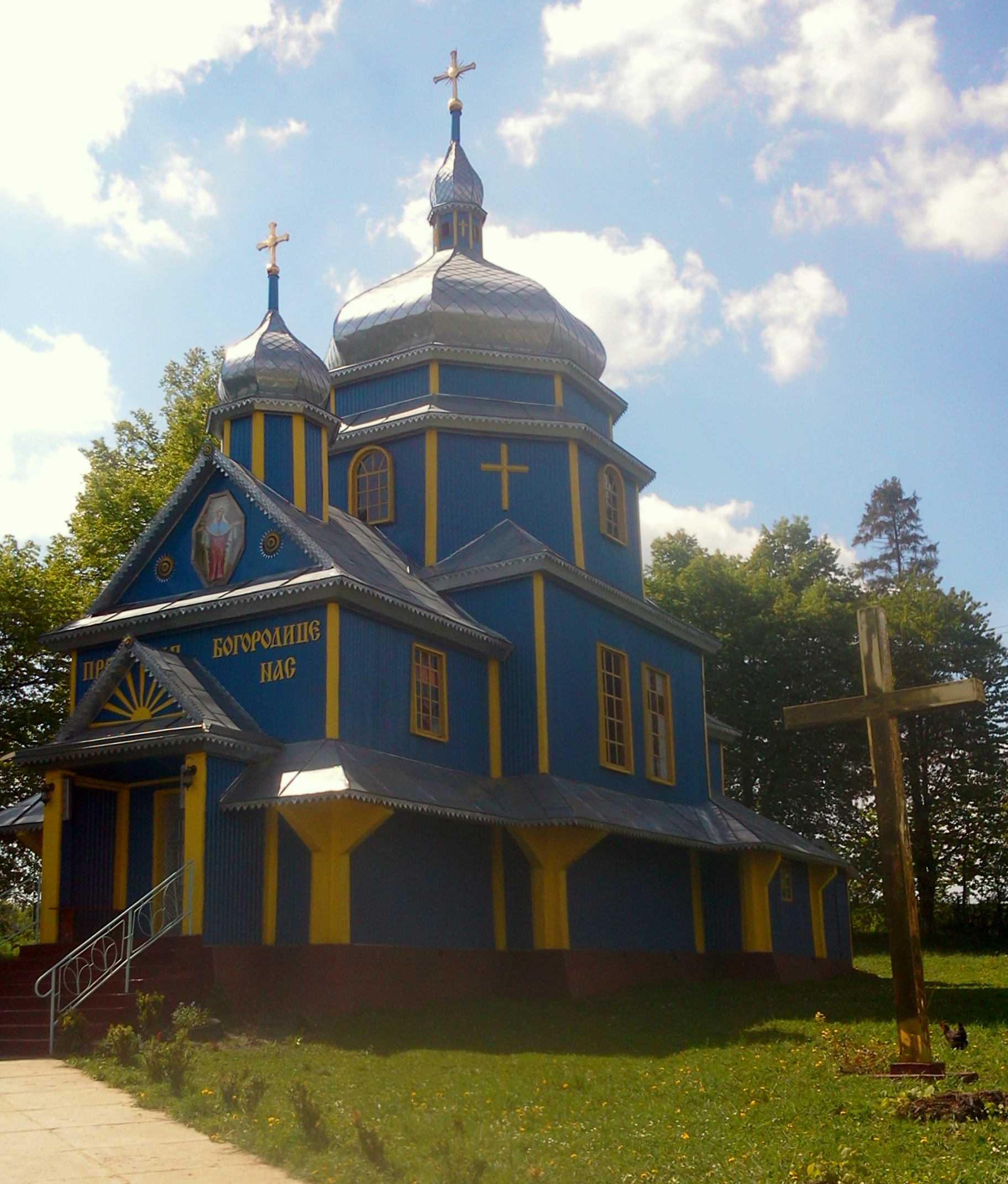

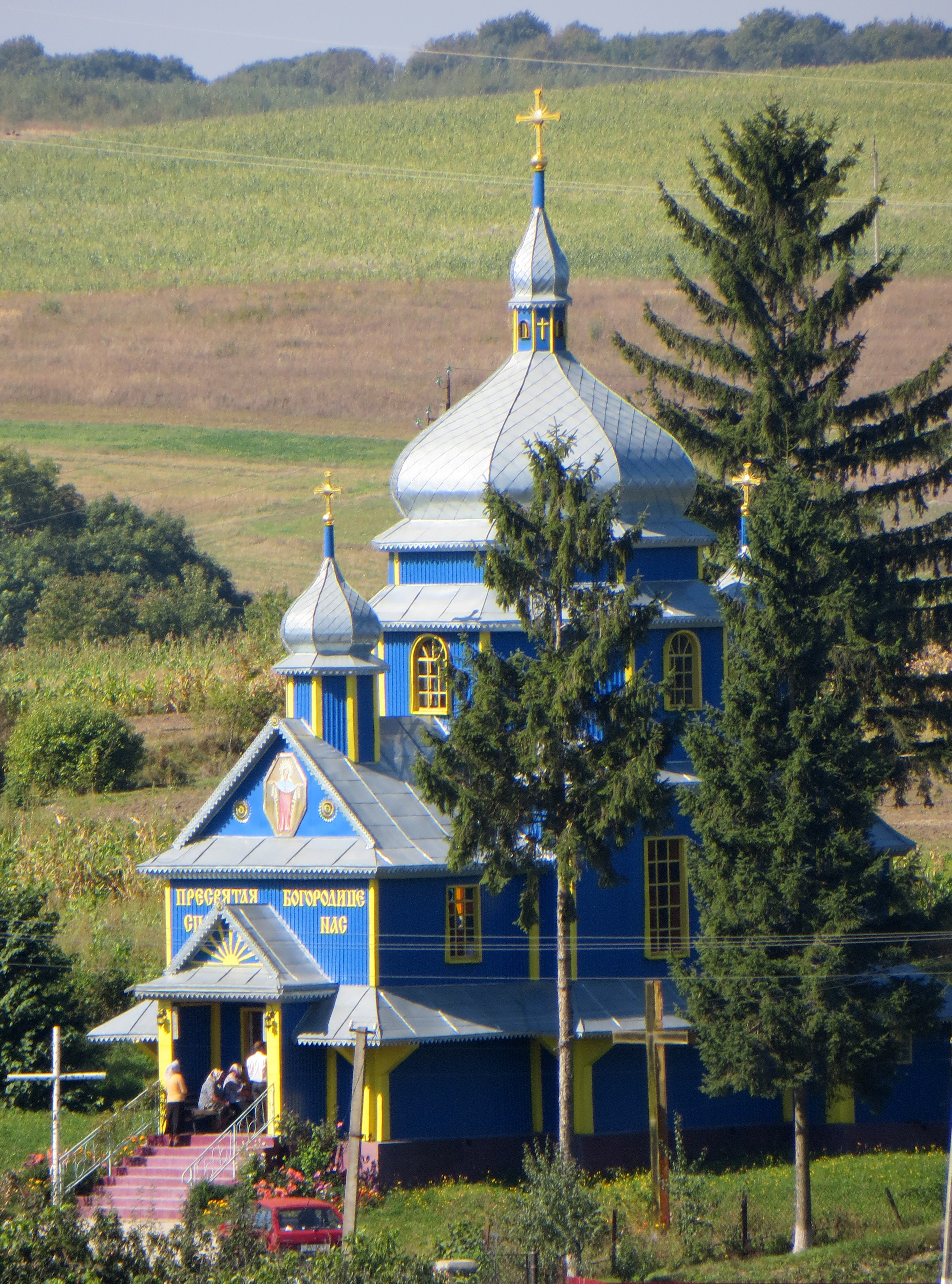

До 2020 року село було адміністративним центром колишньої однойменної сільради, якій було підпорядковане село Яблунівка. До 1939 поблизу Угринова був хутір Казьмирівка, де проживали польські переселенці. До 1990 року село належало до Бережанського району.

## Географія
Поблизу села є урочище Угринів — ботанічний заказник місцевого значення а також Угринівське родовище вапняків.
У селі бере початок річка Яблунівка.

## Історія
Перша писемна згадка — 1450 рік.
За легендою, назва села походить від першого жителя Угора.
Існують інші версії походження назви села, зокрема, від слова «угри», тобто угорці, які  панували у цих місцях до 1387 року.
Жителі села в основному займалися землеробством.
1701 року селяни виступили проти насильного введення унії, а в 1846—1890 рр. — проти свавілля феодалів.
У 1890 році в селі споруджено римо-католицьку каплицю, яку згодом зруйнували.
М. Нєдзвєцкі у книзі «Повят Подгаєцкі» зазначив, що 1896 року в селі налічувалося 75 дворів і 330 жителів. Діяли фільварок, каплиця та дві цегельні.
За Австро-Угорщини і Польщі функціонувала школа з українською і польською мовами навчання.
Під час Першої світової війни згоріло понад 20 господарств.
Діяли «Просвіта», «Сільський господар» та інші товариства і кооперативи.
Від вересня 1939 року — під радянською окупацією.
З 5 липня 1941 по 21 липня 1944 року — під нацистською окупацією.
Жителі села брали участь у національно-визвольній боротьбі ОУН та УПА.
На території села за наказом Ярослава Старуха Василь Кук (пізніше останній командир УПА) організував підпільну друкарню «Мандоліна», яка діяла протягом 1937—1939 рр.
У 1978 році в дію вступив цех «Світильник».
12 червня 2020 року, відповідно до розпорядження Кабінету Міністрів України № 724-р «Про визначення адміністративних центрів та затвердження територій територіальних громад Тернопільської області» увійшло до складу Підгаєцької міської громади.
19 липня 2020 року, в результаті адміністративно-територіальної реформи та ліквідації Підгаєцького району, село увійшло до складу Тернопільського району.

## Населення

### Мова
Розподіл населення за рідною мовою за даними перепису 2001 року:
| Мова       | Кількість | Відсоток |
| ---------- | --------- | -------- |
| українська | 830       | 99.76%   |
| російська  | 1         | 0.12%    |
| польська   | 1         | 0.12%    |
| Усього     | 832       | 100%     |

## Пам'ятки
Є церква Покрови Пресвятої Богородиці (1936, дерев'яна), капличка.
Встановлено пам'ятний хрест на честь скасування панщини, насипано символічну могилу Борцям за волю України (1991).
У лісі біля Угринова збереглися три велику братські могили. За переказами, вони залишилися з часів угорських набігів на Галицьке князівство. 

## Соціальна сфера
Працюють ЗОШ 1-2 ступенів, клуб, бібліотека, ФАП і торговельний заклад.

## Відомі уродженці села
- Редактор, журналіст, громадський діяч Василь Томин (нар. 1959 року);
- Релігійний діяч Григорій Шашкевич (1809—1888);
- Художник і літератор Юліан Панькевич (1863—1933)[4].

## Галерея

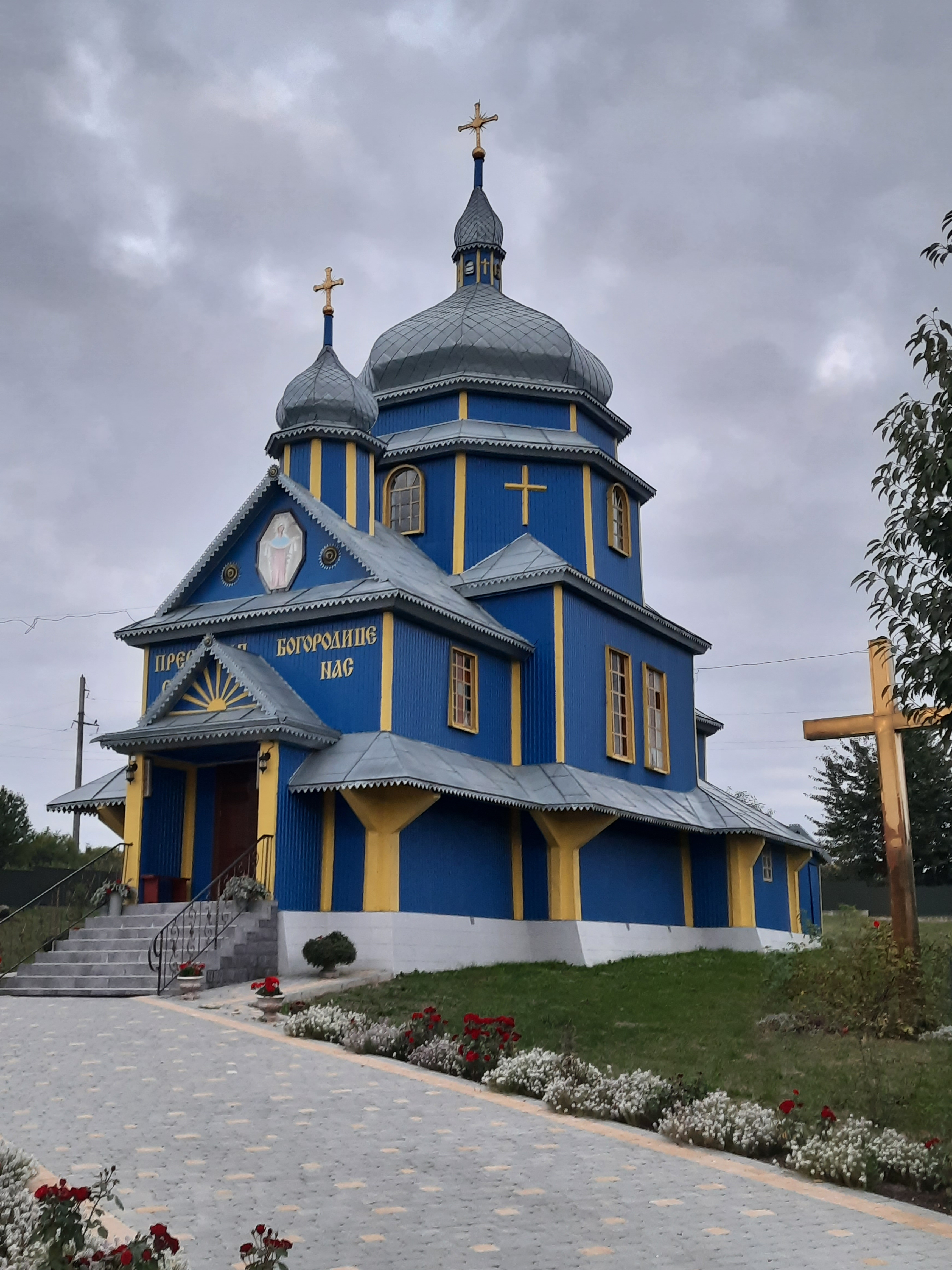
Церква Покрови Пресвятої Богородиці
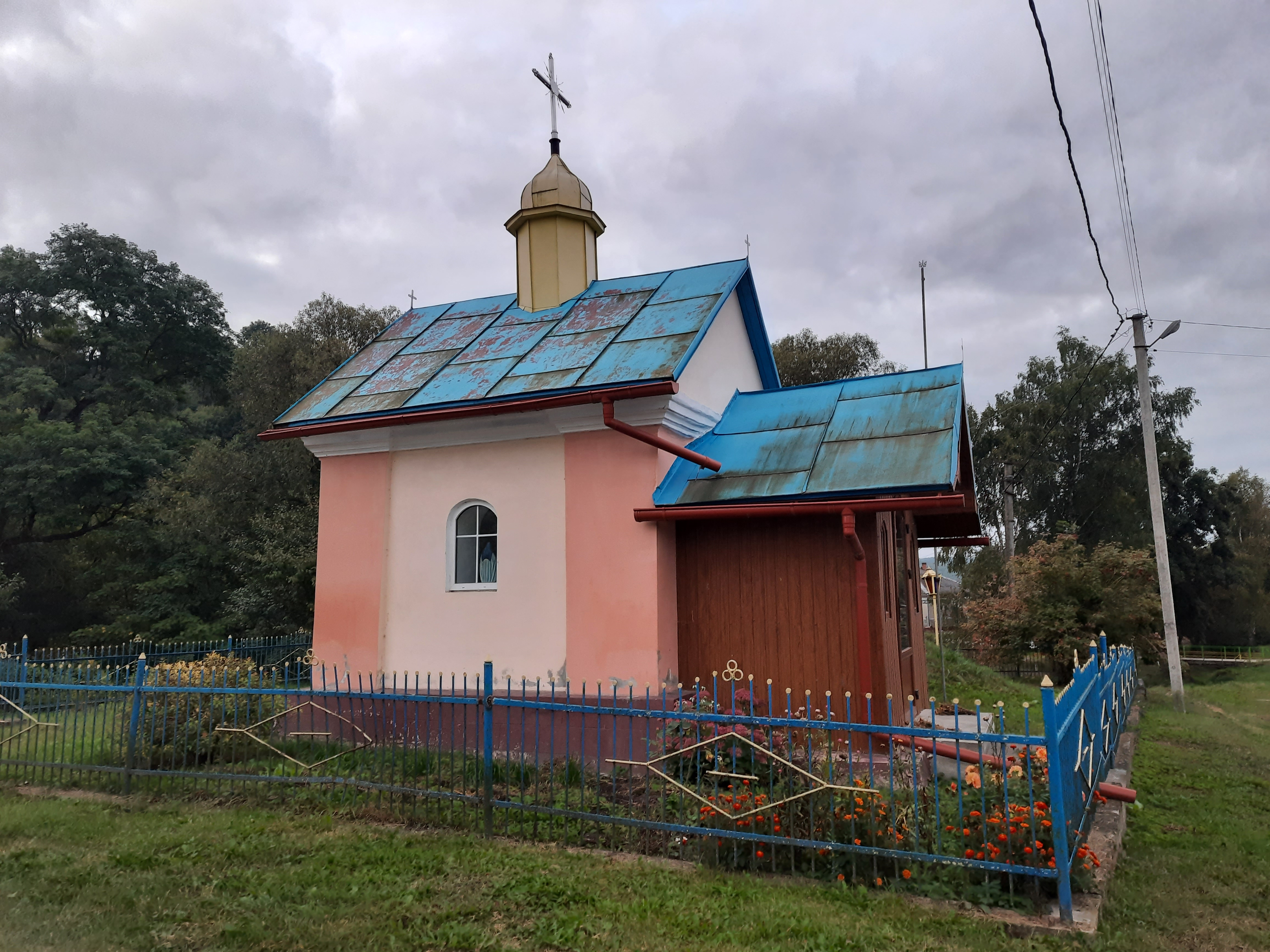
Капличка
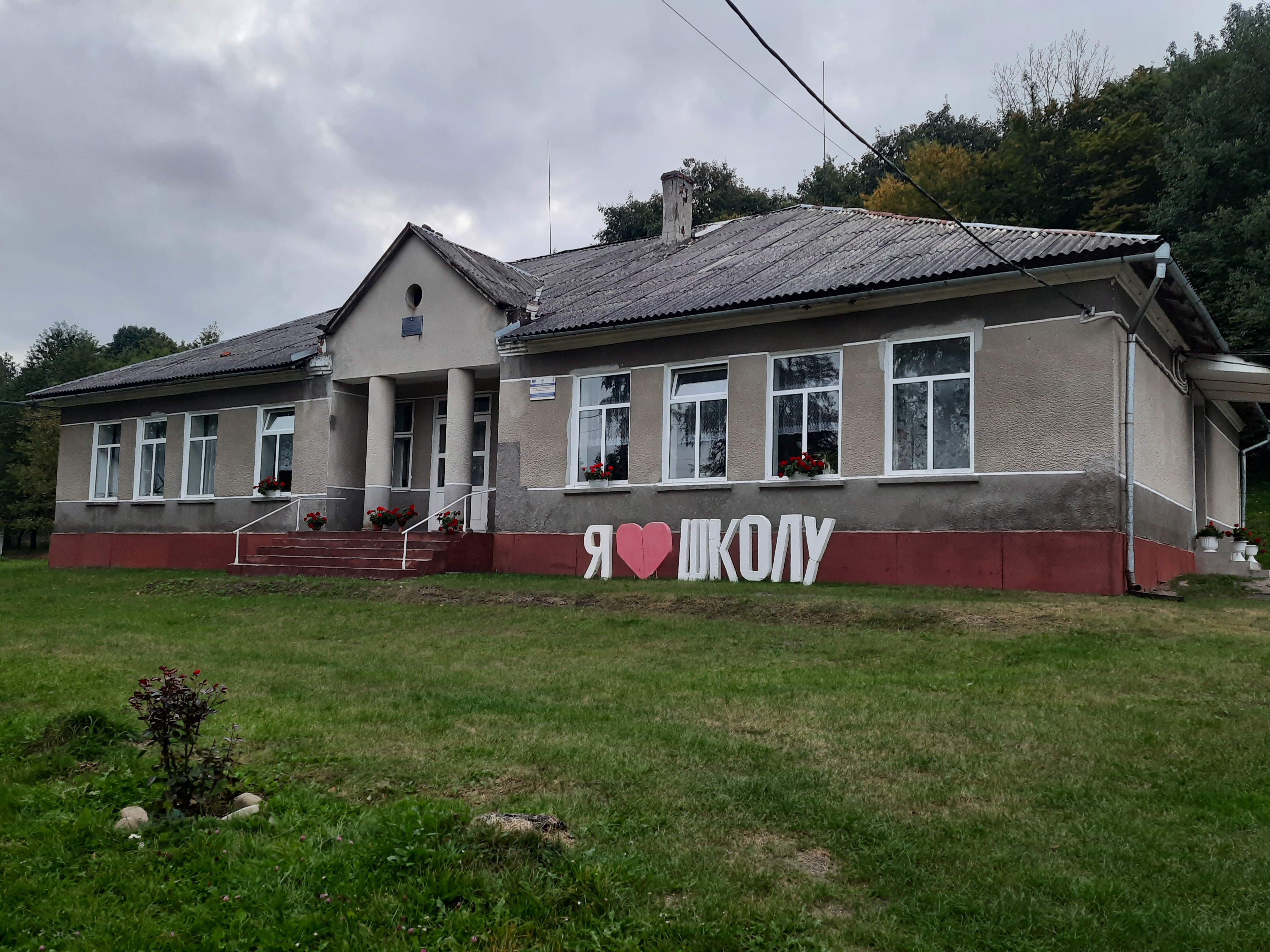
Школа
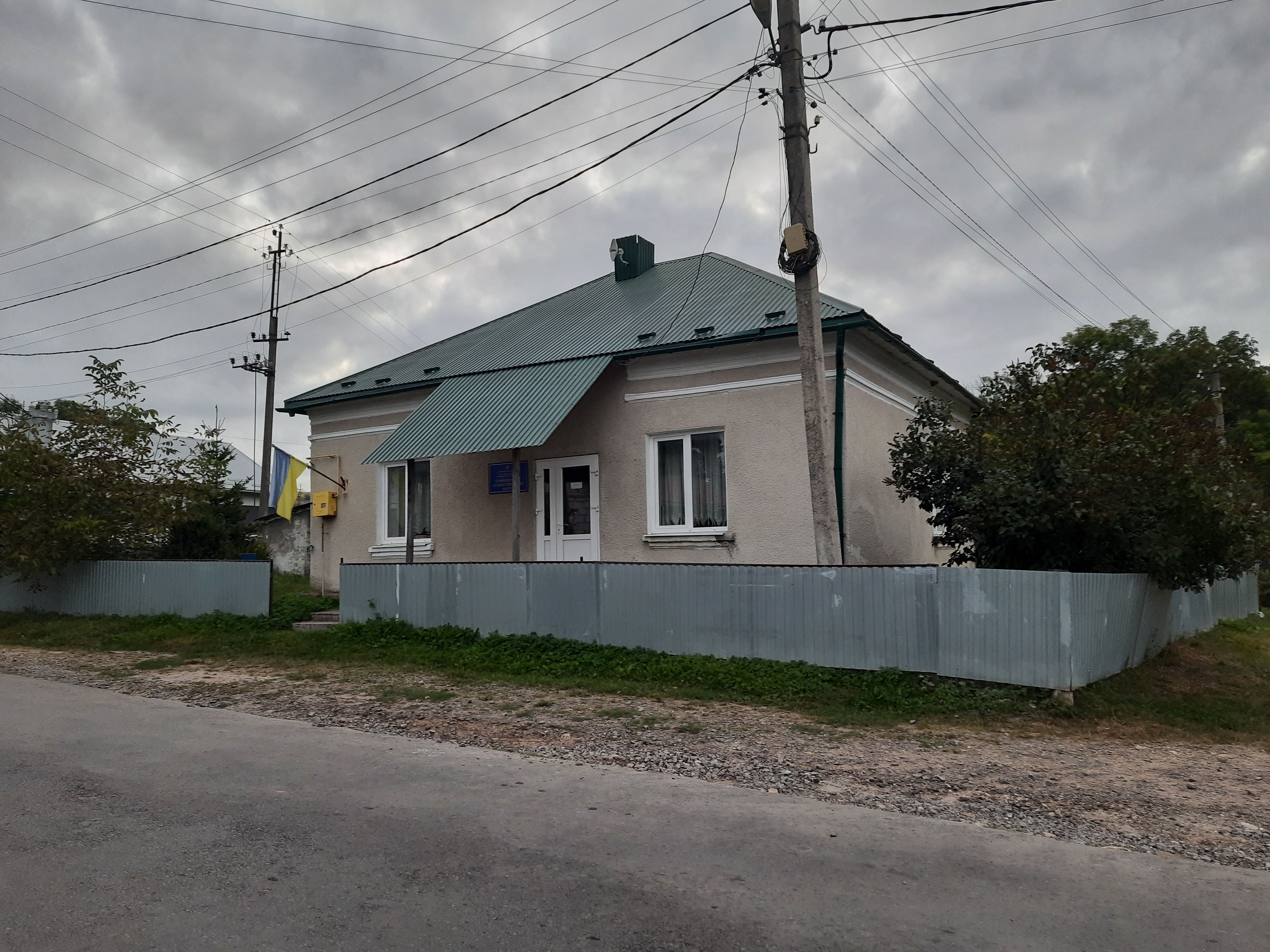
Старостат
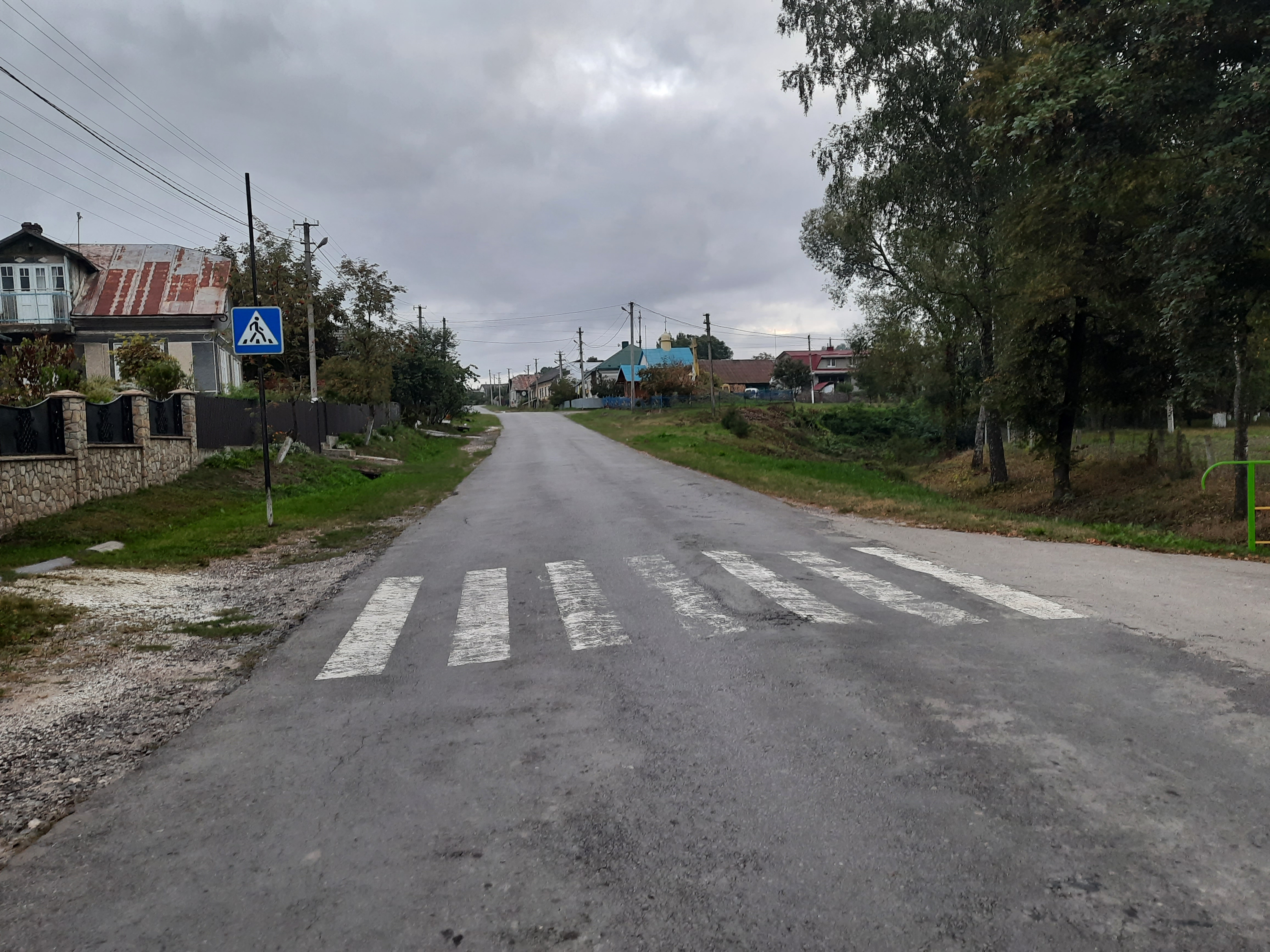
Сільська вулиця
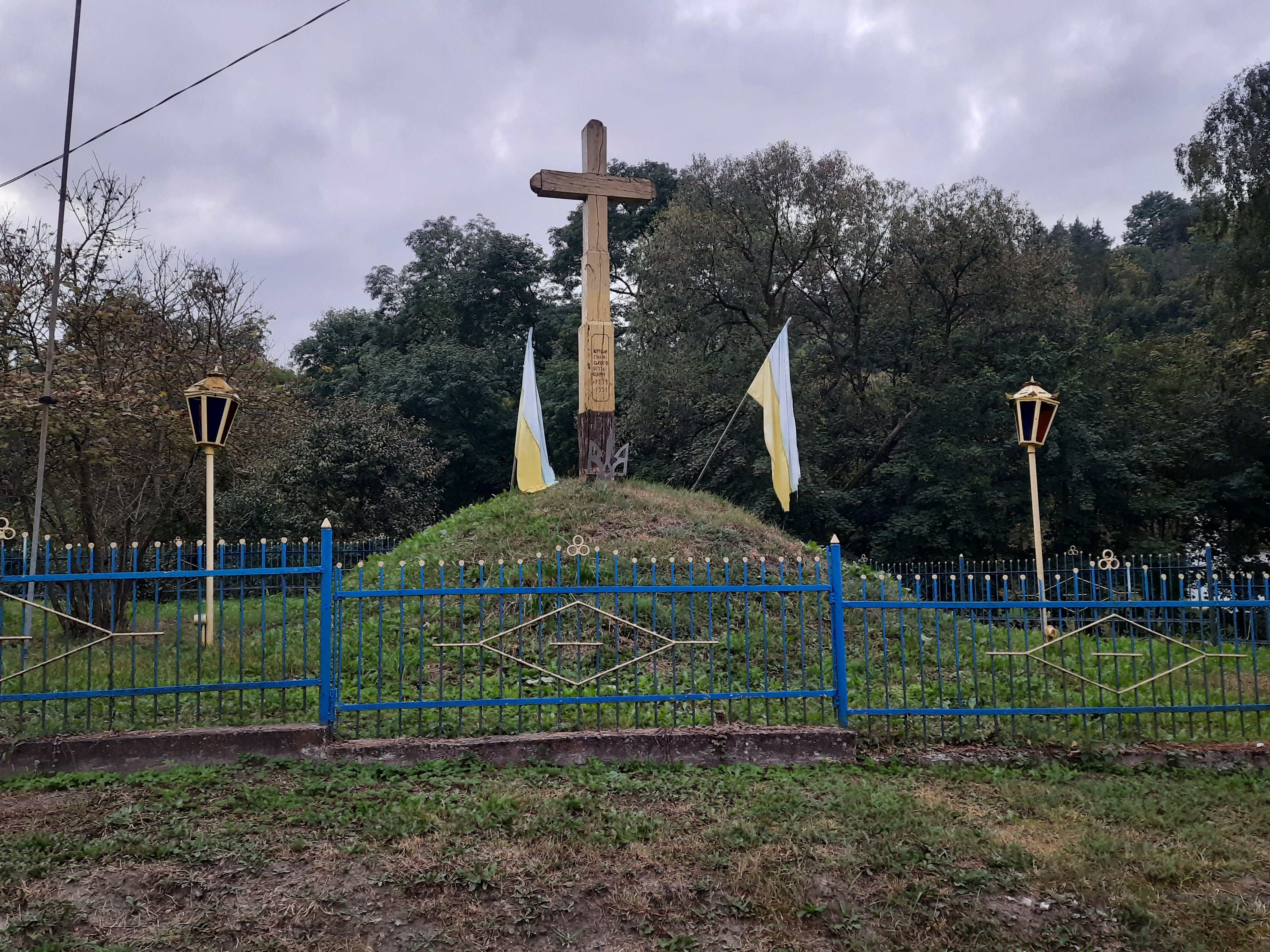
Символічна могила Борцям за волю України
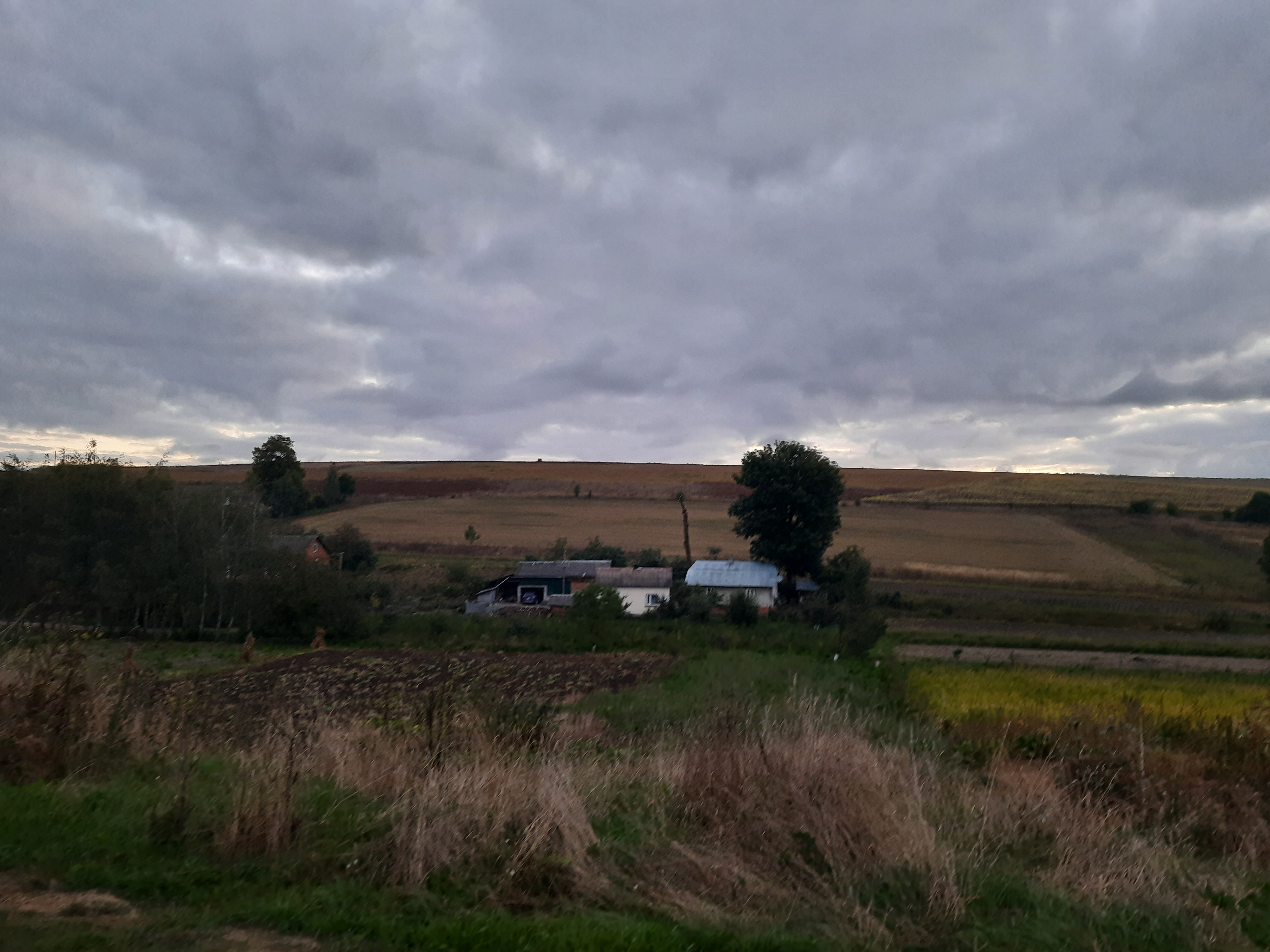
Краєвид біля села